# Wenker合成
Wenker合成（Wenker synthesis），β-用硫酸处理，經有機反應转化为相应的氮丙环衍生物。
Wenker 合成最初由两步组成，一是令乙醇胺与硫酸在高温攝氏250 °C（482 °F）反应生成相应的磺酸盐，然后是用氢氧化钠处理磺酸盐，碱夺取胺上的质子，引发胺的分子内亲核取代反应，从而磺酸根离子离去，得到氮丙环衍生物。
改进法 (Leighton等，1948)：
使反应在较低的温度下（140～180°C）进行，中间体产率提高。

## 例子
1、从环氧环辛烷开环制得反式-2-氨基环辛醇，再经过 Wenker 合成，得环氮环辛烷和少量的环辛酮副产物（由Hofmann消除反应产生）。